# Невелски уезд
Не́велски уе́зд (руски дореформен правопис до 1918 г.: Невельскій уѣздъ; на беларуски: Невельскі павет; на полски: Powiat newelski) е един от уездите (областите) на Витебска губерния на Руската империя, а от 24 март 1924 г. до 1 август 1927 г. е уезд на Псковска губерния на Руската съветска федеративна социалистическа република. Уезден град е Невел.
Площта на уезда е 3397,7 квадратни версти (= 3866,58 квадратни километра). Населението към 1897 г. е 110 394 жители.

## География
Невелски уезд се намирал в североизточната част на губернията. Площта на уезда според военното топографско заснемане е 3626 кв. верста, а според изчисленията на Стрелбицки – 3578,9 кв. верста. Откъм Псковска губерния в уезда навлизат възвишения, широки и равнинни, усеяни с много езера и блата. Тези възвишения навлизат и в Себежски и Люцински уезди и служат като вододел между Западно-Двински и Псково-Илменски речни басейни. Най-значимите висоти на уезда се простират близо до границата на Псковска губернип при селата Починки, Соколники, Иванци, Дубна и др. Възвишението, пресичащо пътя от Полоцк за Невел при село Туричино, разделя басейните на реките Ловат и Западна Двина. Сред реките в уезда внимание заслужава река Ловат с притока си Еменка; останалите реки са незначителни. Езерата, според изчисленията на Стрелбицки, заемат 183 кв. верста. По-значителните езера са Нешердо – 24 кв. верста и Иван – 20 кв. верста. На бреговете на езерата са разположени много села. Най-малко 40 хил. десетини (384 кв. верста) се смятат за блата. Горите са 110 402 десятини; от тях хазната притежава 16 034 десетини, църквите – 438 десетини, а частните собственици – 93 930 десетини. Повечето от горите са борови и смърчови, но има и дъбови и други видове. Благородници притежавали 109 269 десетини обработваема земя, а селяните – 116 865 десетини. Земята, принадлежаща на селяните, средно статистически възлиза на 1,40 десетини на глава.

## Икономика

### Селскостопанска дейност
Средно в началото на XX век ежегодно се засяват: ръж – 27 900 десетини, пшеница – 650 десетини, овес – 14 000 десетини, ечемик – 6 900 десетини, елда – 1 300 десетини, грах – 2 150 десетини, картофи – 3350 десетини, коноп – 400 десетини. Реколтата е 901 250 пуда ръж, 20 150 пуда жито, 550 200 пуда овес, 255 380 пуда ечемик, 23 800 пуда елда, 75 560 пуда грах, 783 400 пуда картофи, 1 600 пуда конопено семе и 2 000 пуда влакна.
Всички земевладелци наброяват 1099 души; от тях 988 православни, 3 старообрядци, 75 римокатолици, 9 лутерани, 23 евреи, 1 чужденец.
През 1894 г. селяните засяват 778 четвъртини зимна пшеница, 28 013 четвъртини ръж, 153 четвъртини пролетна пшеница, 28 379 четвъртини овес, 8 220 четвъртини ечемик, 685 четвъртини елда и 2 230 четвъртини други зърна.
Помешчиците имат 436 четвърти зимна пшеница, 9 462 четвърти ръж, 66 четвърти пролетна пшеница, 8 892 четвърти овес, 2 566 четвърти ечемик, 173 четвърти елда и 533 четвърти други пролетни зърна.
Селяните имат засяти 23 175 четвърти картофи, а помешчиците – 5 610 четвърти. Помешчиците имат засяти 11 583 пуда лен и събират реколта от 48 120 пуда влакно и 18 909 пуда семена; селяните имат засяти 15 345 пуда лен и събират реколта от 51 428 пуда влакно и 44 126 пуда семена.
Събраното количество сено в уезда е 5 195 340 пуда.
Градинарството и овощничеството са слабо развити.
Селяните имат 16 457 коня, 35 053 крави, 22 113 овце, 15 243 свине, 1 381 кози, други собственици (например помешчици) имат 8 288 коня, 19 028 крави, 12 892 овце, 5 721 свине, 621 кози.

### Производство, занаяти и търговия
Занаятите са слабо развити. През 1893 г. 2086 души се считат за занаятчии, които произвеждат различни продукти на стойност 42 693 рубли. 1570 души са били заети за производството на риболовни мрежи; имало е и 200 ковача.
През 1894 г. има 48 фабрики и завода с продукция на стойност 69 955 рубли: 28 мелници за брашно (51 990 рубли), 6 фабрики за сапун, 4 дестилерии, 1 фабрика за водка, 1 пивоварна, 3 фабрики за тухли, 3 грънчарски фабрики и 2 грънчарни фабрики и 2 работилници за багрене на текстилни изделия чрез оттиск на шаблонени формички от синя глина.
Търговските и промишлени предприятия са 102.
Има 135 магазина за хляб; те следва да са съдържали 23 982 четвърти зимни и 11 991 четвърти пролетни зърна, а към 1 януари 1895 г. има 10 667 четвърти зимни и 7 061 четвърти пролетни. Общата стойност на продоволствения капитал на уезда се равнява на 14 584 рубли. В търговията се откроява село Соколники.

## Образование, религия и здравеопазване
Има 24 селски начални училища с 1 267 учаещи се (192 момичета); а също и 17 църковно-енорийски училища. Православните храмове са 38, римокатолическите – 1. Болниците са 2, а спешните кабинети – 2. Има 2 службни лекаря (извън гр. Невел) и 2 свободно практикуващи, 11 фелдшера, 2 „повивални бабки“ (акушерки). През 1893 г. селяните са изразходвали 439 рубли от собствените си средства за болници, 3 219 рубли за народни училища и 2 153 рубли за енорийски и ограмотителни училища.

## Население

### Численост

#### През 1897 г.
Жители към 1 януари 1897 г. – 110 394 (52 702 мъже и 57 692 жени).
По вероизповедание:
- православни – 95 593,
- старообрядци – 5 290,
- римокатолици – 839,
- юдеи (евреи) – 8 231,
- протестанти – 433,
- мохамедани – 7,
- други християнски вероизповедания – 1,
- други нехристиянски вероизповедания – 0.

По съсловие:
- благородници – 1 545,
- духовенство – 444,
- търговци – 264,
- граждани – 13 732,
- селяни – 93 994,
- чужденци – 44,
- други съсловия – 371.

По роден език:
- руски (руски, беларуски, украински) – 100 596,
- латински – 77,
- иврит – 8 233,
- полски – 361,
- немски – 91,
- литовски – 5,
- друг – 1 041.

### Известни жители и родили се
- Егор Пахомович Биков – селянин от село Глинчино, депутат във Втората държавна дума.
- Ковалевская, София Василиевна – прекарва детските си години в имението на баща си Полибино, Невелски уезд, Витебска губерния.

## Административно деление
През 1890 г. уездът се дели на 20 волости с общо 1584 населени места:
| №            | Волост       | Волостна управа           | Брой селища | Население |
| ------------ | ------------ | ------------------------- | ----------- | --------- |
| 1            | Березовска   | махала (деревня) Березово | 93          | 2 700     |
| 2            | Гултяевска   | село Гултяи               | 77          | 3 864     |
| 3            | Далиска      | погост Далиси             | 70          | 3 965     |
| 4            | Доминиковска | с. Белохвостово           | 45          | 2 937     |
| 5            | Еменецка     | погост Еменец             | 59          | 3 654     |
| 6            | Зябкинска    | погост Пятница            | 86          | 3 161     |
| 7            | Карулинска   | с. Щербино                | 48          | 2 270     |
| 8            | Кубецка      | погост Кубок              | 58          | 2 738     |
| 9            | Мошенинска   | с. Мошенино               | 74          | 3 282     |
| 10           | Плосковска   | имение (усадьба) Плоское  | 48          | 2 451     |
| 11           | Псовска      | погост Кошелево           | 59          | 3 512     |
| 12           | Рикшинска    | с. Рикшино                | 102         | 4 785     |
| 13           | Серутска     | махала Серути             | 124         | 6 839     |
| 14           | Соколницка   | с. Соколники              | 166         | 8 112     |
| 15           | Стаецка      | с. Туричино               | 57          | 3 862     |
| 16           | Топорска     | погост Топори             | 115         | 5 705     |
| 17           | Трехальовска | имение Трехальово         | 55          | 3 499     |
| 18           | Чернецовска  | махала Чернецова          | 63          | 3 112     |
| 19           | Чупровска    | имение Чупрова            | 114         | 3 922     |
| 20           | Шалаховска   | махала Шалахово           | 71          | 5 236     |
| Общо в уезда | Общо в уезда | Общо в уезда              | 1 584       | 79 606    |

Списък на волостите (от 1914 г.):
| №  | Волост               | Волостна управа    |
| -- | -------------------- | ------------------ |
| 1  | Алексеевска          | станция Палибино   |
| 2  | Березовска           |                    |
| 3  | Гултяевска           | ст. Линец          |
| 4  | Долиска              | ст. Долиси         |
| 5  | Доминиковска         | с. Доминиковско    |
| 6  | Еменецка             | г. Невел           |
| 7  | Зябкинска            | ст. Палибино       |
| 8  | Карулинска           | г. Невел           |
| 9  | Кошелевска (Псовска) | г. Невел           |
| 10 | Кубецка              | ст. Долиси         |
| 11 | Ново-Вознесенска     | г. Невел           |
| 12 | Плосковска           | ст. Новохованск    |
| 13 | Рикшинска            | ст. Маево          |
| 14 | Соколницка           | ст. Ново-Соколники |
| 15 | Стаецка              | Доминиковско       |
| 16 | Топорска             | погост Топори      |
| 17 | Трехальовска         | г. Невел           |
| 18 | Чернецовска          | ст. Долиси         |
| 19 | Чупровска            | г. Невел           |
| 20 | Шалаховска           | ст. Долиси         |